# 水口剛 (会計学者)
水口 剛（みずぐち たけし、1962年1月14日 - ）は、日本の会計学者、高崎経済大学学長。専門は責任投資（ESG投資）、非財務情報開示。中央環境審議会「環境と金融専門委員会」委員、日本公認会計士協会環境会計専門部会長、NPO法人社会的責任投資フォーラム共同代表理事などを歴任した。

## 経歴・人物
1984年3月筑波大学第三学群社会工学類卒業。2002年「日本型環境会計の現在と未来」で明治大学経営学博士。
1984年4月ニチメン入社、1989年英和監査法人入所、1990年TAC入社、1997年高崎経済大学経済学部講師、2000年助教授、07年准教授、2008年教授。2017年4月同大学副学長・理事就任。2019年6月26日より東和銀行取締役。2021年4月高崎経済大学学長。

## 著書
- 『公認会計士第2次試験のための経営学入門』TAC出版部 公認会計士受験シリーズ 1994
  - 『公認会計士第二次試験対応経営学入門 新版』TAC出版部 1996
- 『企業評価のための環境会計』中央経済社 2002
- 『社会を変える会計と投資』岩波書店・岩波科学ライブラリー 2005
- 『社会的責任投資(SRI)の基礎知識』日本規格協会 CSR入門講座 2005
- 『環境と金融・投資の潮流』中央経済社 環境経営イノベーション 2011
- 『責任ある投資 資金の流れで未来を変える』岩波書店 2013
- 『ESG投資 － 資本主義の新しいかたち』日本経済新聞出版社 2017

### 共編著
- 『ソーシャル・インベストメントとは何か 投資と社会の新しい関係』柴田武男,國部克彦,後藤敏彦共著 日本経済評論社 1998
- 『環境経営・会計』國部克彦,伊坪徳宏共著 有斐閣アルマ 2007
- 『ここからはじめるNPO会計・税務』松原明,赤塚和俊共著 ぎょうせい 2008
  - ｛ここからはじめるNPO会計・税務 NPO法人会計基準に対応した』松原明,赤塚和俊,脇坂誠也共著 ぎょうせい 2010
  - 『ここからはじめるNPO会計・税務』松原明, 赤塚和俊,岡田純共著 ぎょうせい 2012
- 『企業と会計』平井裕久,後藤晃範共著 税務経理協会 2011
- 『企業と会計の道しるべ』平井裕久, 後藤晃範共著 中央経済社 2017